# تشارلز فيسك
تشارلز فيسك هو محامي وقاضي وسياسي أمريكي، ولد في 11 مارس 1862، وتوفي في 8 مايو 1932. انتخب Chief Justice of the North Dakota Supreme Court ‏.